# 85P/Boethin
Kometa Boethin (oficiálně 85P/Boethin) je periodická kometa objevena v roce 1975. Jejím objevitelem se stal reverend Leo Boethin. Znovu se objevila v roce 1986, jak se očekávalo. Ačkoli byla kometa znovu očekávána v periheliu roku 1997, nebyla hlášena žádná pozorování.
Byla cílem mise NASA EPOXI výzkumu komet v prosinci 2008; nicméně, kometa se nevrátila včas zpět, aby určila dráhu letu s dostatečnou přesností. Domníváme se, že se kometa mohla roztříštit na kousky příliš malé pro vizuální detekci.